# إليزابيث كريستنسن
إليزابيث كريستنسن (بالإنجليزية: Elizabeth Christensen)‏ (1978)؛ روائية أمريكية. درست في جامعة ميشيغان.